# Monstera lentii
Monstera lentii Croat & Grayum – gatunek wieloletnich, wiecznie zielonych pnączy z rodziny obrazkowatych, pochodzący z obszaru od Kostaryki do zachodniej Panamy, zasiedlający lasy deszczowe strefy równikowej.